# Högboda
Högboda is een plaats in de gemeente Kil in het landschap Värmland en de provincie Värmlands län in Zweden. De plaats heeft 256 inwoners (2005) en een oppervlakte van 58 hectare.

## Verkeer en vervoer
Bij de plaats loopt de Riksväg 61.
De plaats heeft een station aan de spoorlijn Charlottenberg - Laxå.